# Zgniatacz kciuków

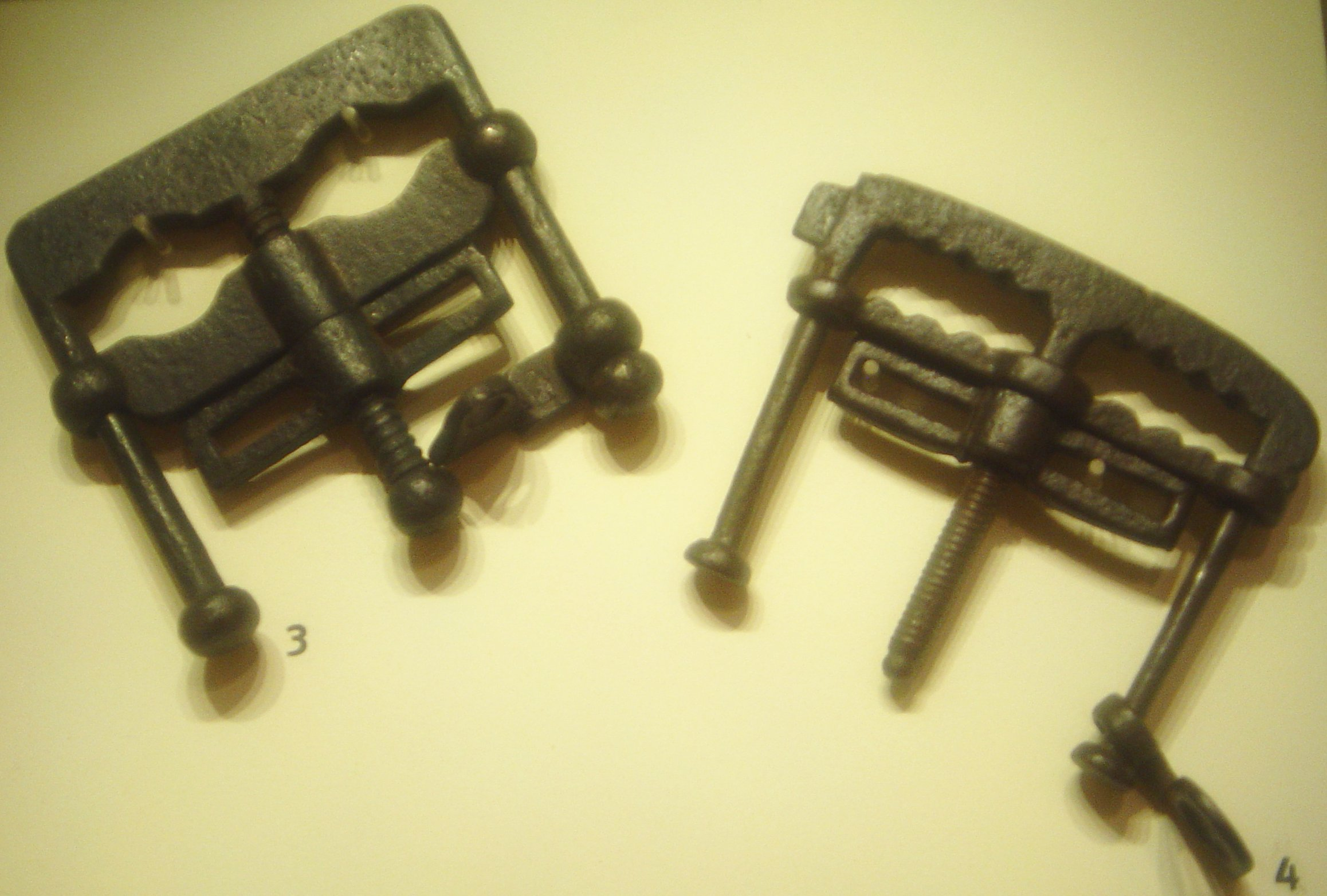

Zgniatacz kciuków – narzędzie tortur, składające się z dwóch żelaznych płyt połączonych śrubami. Nierówna powierzchnia płyt wbijała się w ciało i łamała kości w miarę dokręcania śrub. Prowadzący tortury miał możliwość kontrolowania siły zacisku oraz tempa dociskania, przez co mógł potęgować cierpienie u karanego. W celu zwiększenia bólu dodatkowo uderzano w płyty. Narzędzie to występowało w dwóch odmianach: zgniatacza pojedynczego (zaciskającego wyłącznie palce u rąk) oraz zgniatacza podwójnego, który zaciskał jednocześnie palce u rąk i u nóg.